# Свещарова къща
Свещаровата къща е къща в Търговище, паметник на културата от местно значение.
Построена е през 1860 г. от шуменски майстори за търговеца Вичо Бърнев, който се преселва от село Вардун. По-късно къщата става собственост на фамилията Свещарови. След Освобождението вторият етаж на къщата е предоставен за пощенска станция. Предполага се, че в къщата отраства полковник Никола Свещаров. По-късно собственици са фамилията Капралови. Интериорът има влияние от Тревненската художествена школа.
От 2012 г. Регионалният исторически музей в Търговище организира в къщата Музей на иконите, в който са експонирани икони от Търговищката духовна околия от периода средата – края на XIX в., дело на Тревненската художествена школа и църковна утвар.
Разположена е в близост до Славейковото училище, Захариевата къща и Хаджиангеловата къща.